# Bolton Castle
Bolton Castle is een kasteel in de Yorkshire Dales in het Noord-Engelse graafschap North Yorkshire. Het werd gebouwd van 1378 tot en met 1399 door Sir Richard le Scrope. Het terrein omvat naast het kasteel ook een tuin en een wijngaard.
In de 16e eeuw diende het kasteel een half jaar lang als gevangenis voor de Schotse koningin Maria I van Schotland. In de Engelse Burgeroorlog werd het bouwwerk beschadigd, maar een groot deel staat heden ten dage nog overeind.

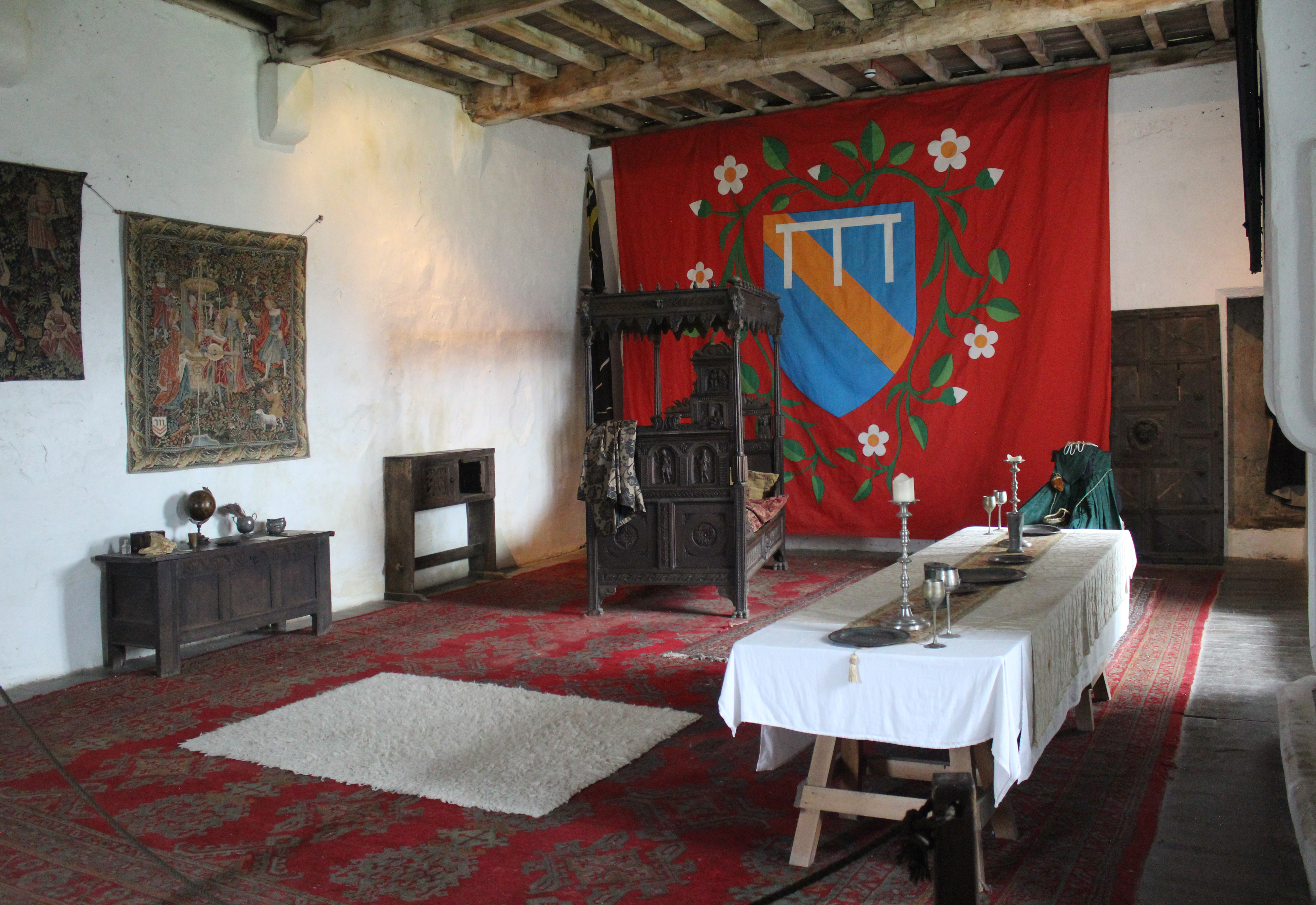
Slaapkamer van Mary in Bolton CastleBeeld, waar ze in 1568 werd vastgehouden.

Bolton Castle werd gebruikt als filmlocatie in verscheidene films, waaronder Ivanhoe, Elizabeth en All Creatures Great and Small.